# Opera lui François Villon

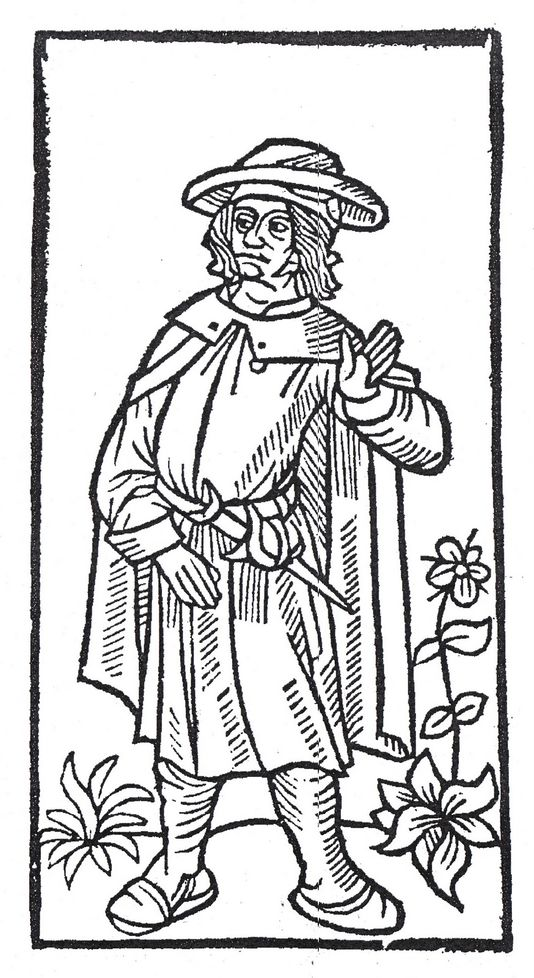
François Villon, gravură pe coperta Marelui Testament

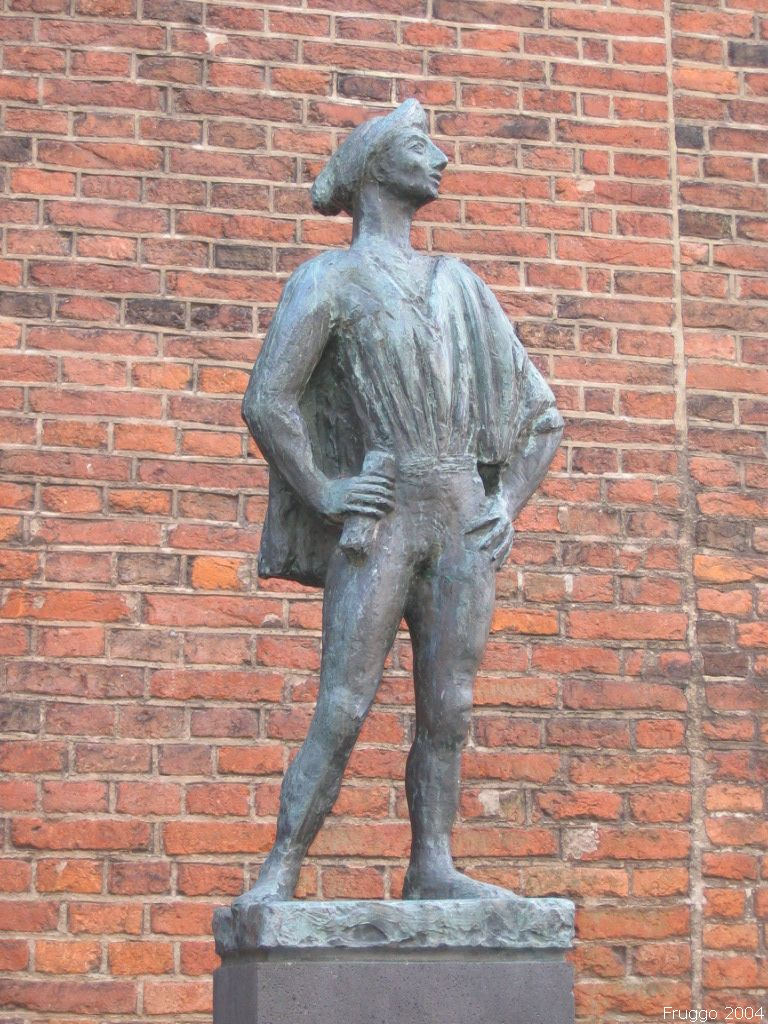
François Villon, Utrecht, sculptură de Marius van Beek (1964).

Opera lui François Villon cuprinde - în total și după cât se știe - 3329 de versuri. 
François Villon născut ca François de Montcorbier, Des Logos sau Des Loges (n. 1 aprilie 1431 pe stil vechi/19 aprilie 1432 pe stil nou, Paris  - dispărut în ianuarie 1463) a fost unul dintre marii poeți ai Franței evului mediu.

## Biografie
Născut ca François de Montcorbier, François Villon și-a preluat pseudonimul, cu care a devenit celebru, după susținătorul și tutorele său, Guillaume de Villon, profesor de drept canonic la Sorbona și capelan la biserica Saint-Benoît-le-Bétourné. A absolvit Sorbona (la vremea respectivă, academie catolică-ecleziastică), ca Licențiat (B.A.) și Maestru în arte (M.A.) în 1452, la vârsta de 21 de ani.
La 24 de ani, într-o gâlceavă de bețivi a ucis un preot și a fugit din Paris. Amnistiat în ianuarie 1456 de regele Carol al VII-lea a revenit la Paris dar, după un an, ca urmare a participării la jefuirea colegiului Navara a fost întemnițat la Châtelet, de unde a evadat și a fugit iar din Paris pentru șase ani de vagabondaj
Prin decembrie 1457 - ianuarie 1458 Villons s-a aciuit la Blois, la curtea prințului-poet ducele Charles d'Orléans care i-a acordat protecția și i-a cuprins trei balade într-un manuscris de-al său dar răzvrătítului poet i-a repugnat comoda viață de la curte și a fugit spre noi aventuri.
După ce s-a alăturat bandei coquillarzilor, Villon a fost închis la închisoarea Meung-sur-Loire, de unde a fost grațiat de regele Louis XI.
Revenit la Paris, spre sfârșitul lui noiembrie 1462, poetul s-a văzut implicat, deși pasiv, într-o altercație de stradă după care a fost arestat, judecat și condamnat la moarte prin spânzurătoare. În urma apelului, Curtea supremă pariziană ("Le Parlement de Paris") i-a comutat condamnarea la expulzarea pe o perioadă de zece ani din Paris, în urma căreia, la vârsta de 31 de ani (1463) François Villon a părăsit orașul și a dispărut definitiv.
Biografia lui Villon a rămas, în general, incertă atât din carența de documente, cât și datorită eforturilor de dezinformare strecurată de poet în operele sale. Villon și-a folosit biografia ca  sursă de inspirație evident, fără să se simtă obligat să respecte corectitudinea datelor. Din opera sa literară reiese că Villon a avut o viață aventuroasă (el însuși și-a creat un mit de derbedeu, vedeți mai jos cap. Legenda villoniană), devenită celebră și sursă de inspirație pentru artiști, scriitori și muzicieni până în zilele noastre. Lipsa de date biografice precise a făcut loc imaginației romantice. Unul dintre principalii biografi al lui Villon, specialistul în istoria evului mediu francez Jean Favier - profesor emeritus la Sorbona, director general al Arhivelor Franței și președintele Bibliotecii naționale franceze - i-a publicat în 1982 o voluminoasă biografie în care a însăilat pe canavaua istoriei vremii respective puținele date biografice considerate corecte. Biografia scrisă de Favier a fost contestată de alți autori de prestigiu, precum Jean Dufournet, Jean Dérens, M. Freeman și, cu o deosebită vehemență, Gert Pinkernell, profesor de istorie a literaturii la Universitatea din Wuppertal, Germania .
François de Montcorbier (François Villon) s-a născut la Paris (în „Catrenul” său el menționează: „Je suis François, dont ce me poise,/Né de Paris emprès Ponthoise”A, astăzi Pontoise) sub ocupație britanică, în timpul Războiului de 100 de Ani (1337-1453), pe 1 aprilie 1431/19 aprilie 1432, în anul în care a fost arsă pe rug Ioana d'Arc, într-o familie modestă originară din Bourbonnais (localitate care ar aparține în zilele noastre districtului Allier din Franța centrală), cu numele de de Montcorbier, Des Logos, sau Des Loges, ca fiu al unei mame pioasă și analfabetă și al unui tată curelar, de care a rămas orfan din pruncie.
Pe mama sa, care i-a cerut să se roage pentru ea, Villon o descrie în „Baladă ce a făcut-o Villon la ruga mamei sale spre a se închina la Maica Domnului” (Ballade que Villon fait à la requeste de sa mère, pour prier Nostre Dame) din „Testament”, 1461: 
| Biată bătrână-s, cu păcate grele, Și carte n-am, sunt o neștiutoare. | În franceză Femme je suis povrette et ancienne, Qui riens ne scay; oncques lettre ne leus |

François de Montcorbier (în latină : Dominus Franciscus de Montcorbier, după cum a fost înregistrat în registrele universității) a obținut la 18 ani, în 1449 titlul de  
bacalaureat (B.A.) al Facultății de arte (în franceză faculté des Arts) și la 21 de ani, în 1452, titlul de Maîtrise ès arts (M.A.) care i-a conferit primul grad ecleziastic,  de „chierico”B, inclusiv anumite privilegii (latină Privilegia clericorum), ca dreptul la purtare de „tonsură”, la a fi judecat numai de un tribunal al Bisericii Catolice (un beneficiu ecleziastic, „privilegium fori”) și de asemenea, dreptul de admitere automată la o altă facultate.
Student fiind, François s-a angrenat într-o serie de tulburări studențești din care a scăpat fără pedeapsă prin protecția părintelui Guillaume de Villon (franceză Degeté m'a de maint bouillon, din „Testament”, versul 853).

Villon și-a reamintit ulerior, cu melancolie, în „Testament”, de această perioadă agitată de studenție
Bien sçay, se j'eusse estudié

Ou temps de ma jeunesse folle

Et a bonnes meurs dedié,

J'eusse maison et couche molle.

Mais quoy ! je fuyoië l'escolle

Comme fait le mauvaiz enffant

En escripvant cette parolle

A peu que le cueur ne me fent !
Activitatea poetului între anii 1452-1455 a rămas incertă dar se știe că în epoca respectivă Franța de la finele razboiului de 100 de ani nu era capabilă să angajeze un număr așa de mare de intelectuali așa că majoritaea a ajuns să șomeze și să vagabondeze. Favier consideră că faptul că Villon, care după terminarea studiilor nu a izbutit să obțină poziția bine retribuită pe care o sperase, l-a făcut să se înhăiteze cu alți novici în cler sortiți șomajului, apucându-se de beții și șotii pe deoparte și nutrind un profund dispreț, invidie și antipatie față de cei cu viitorul asigurat datorită apartenenței la familiile bine plasate, la burghezia pariziană. Locuind într-o chilie a bisericii Saint-Benoît, situată în centrul Cartierului latin Villon a avut ocazia să cunoască personal familiile celorlalți clerici din biserică, precum pe comandantul jandarmeriei pariziene, magistratul (franceză le prévôt de Paris) Robert d’Estouteville și pe soția sa, sau pe Regnier de Montigny, tatăl a doi preoți la Saint-Benoît care au avut neșansa să fie spânzurați împreună cu Colin de Cayeux, sau preotul  de la Saint-Benoît, Guy Tabarie care-l va denunța ulterior de furtul de la coleguil Navara). Poetul i-a persiflat pe acești căpătuiți, „galanții grațioși” (în franceză gracieus galans), cei care 
| Cântă așa de bine, discută așa de bine, | Si bien chantans, si bien parlans, |
| Așa de plăcuți în fapte și-n vorbe...   | Si plaisans en faiz et en dis...   |
| („Testamentul”, 227-228)                |                                    |

#### Incidentul cu preotul Phillippe Chermoye (sau Sermoise)
În seara zilei de 5 iunie 1455, cu ocazia sărbătorii Corpus Domini poetul, care continua să locuiască într-o chilie de la biserica Saint-Benoît, chefuia cu un preot, Gilles, și cu o domnișoară, Isabelle, când a fost atacat de un alt preot, Phillippe Chermoye (sau Sermoise) care l-a tăiat pe față cu un pumnal. Villon a ripostat cu propriul pumnal, pe care-l deținea la centura sutanei și l-a pocnit și cu o piatră, apoi l-a lăsat pe părintele Chermoye în grija unui bărbier (în acele vremuri bărbierii foloseau și ca felceri) din apropiere, pentru a fi tratat și pansat, dar preotul, care fusese transportat la spital, a sucombat cam la o săptămână după internare.
Pentru a nu-și lua riscuri, Villon a fugit din Paris, spre locul de origine a familiei sale, Bourbonnais și a fost condamnat în contumacie. În ianuarie 1456 regele Carol al VII-lea și-a petrecut un concediu la curtea sa din localitate, ocazie folosită de poet pentru a cere și a obține - pe baza a două mesaje care susțineau legitima apărare a poetului, unul, din partea protectorului său, G. de Villon și un al doilea, de la avocatul întocmit de acesta, Pierre Fournier („Semincerul” - 165, „Testamentul” - 1030) - o scrisoare de grațiere cu care s-a putut reîntoarce în Paris (Pinkernell lansează și supoziția unei posibile inervenții a Coquillarzilor), de unde a trebuit să fugă din nou după ce a participat la jefuirea Colegiului Navarre

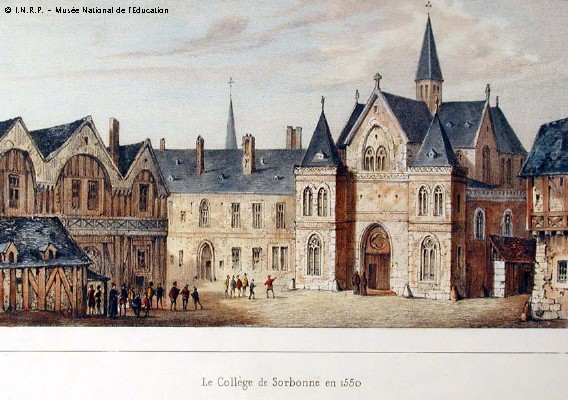
Sorbona (Collège de Sorbonne) în 1550.

Conform cu Gert Pinkernell, nu au rămas date precise despre scrierea literară a lui Villon din această perioadă dar este posibil că atunci au fost scrise unele dintre baladele cuprinse ulterior în Micul Testament, precum „Balada femeilor din Paris” (Ballade des femmes de Paris) sau, „Romanul Vânturilor Dracului” (Roman du Pet-au-diable) pomenit în Micul Testament (857 s.) și lăsat ca moștenire lui Guillaume Villon, (posibil că atât acest roman, cât și o pomenită bibliotecă, au fost inexistente și menționate doar ca o glumă).

#### Villon îndrăgostit
Revenit la Paris după amnistiere, înainte de a apela la grațiile și serviciile damelor de proaste moravuri (ca în "La Ballade de la Grosse Margot"), Villon s-a îndrăgostit - dragoste pură și adevărată, naivă și timidă - de o domnișoară, sau doamnă, care a cochetat o vreme cu tấnărul chierico pentru ca apoi să-l ignore. În versurile sale de îndrăgostit dezamăgit (de dulcea sa privire și frumosul aspect/cu o savoare atât de amăgitoare) ea va căpăta diferite nume: Denise, Roze, Katherine de Vauzelles.
Et se j’ay prins en ma faveur

Ces doulx regars et beaux semblans

De tre decevante saveur

Me tresperans jusque aux flans ("Le Lais", 26-30)
Răzbunarea poetului a fost nemiloasă, în câteva rondeluri și balade picante, răutăciose, virulente, adesea pe fond religios, fapt de care s-a folosit respectiva pentru a se plânge forurilor religioase care l-au condamnat pe Villon la biciuire.

#### Jefuirea Colegiului Navarra
Datorită sărăciei, în disperare de cauză, a încercat să-l tapeze până și pe ducele de Bourbon - care abea ăl salvase - vezi mai sus - în scrisoarea-poem „Petiție la ducele de Bourbon” (La Requeste que Vïllon bailla à Monseigneur de Bourbon): 
„Petiție la ducele de Bourbon” 

Stăpân al meu și prințe preatemut, 

Lujer de crin, din rege zămislit, 

François Villon, ce soarta l-a bătut 

Cu vânătăi avane, crunt lovit, 

Te roagă prin scrisoarea lui, smerit, 

Să-i dai un împrumut dacă ai vrea; 

La toate Curțile e gata a jura 

Că-ți dă 'napoi, nu pierde-ncredințarea: 

.  .  .  .  .  .  .  .  .  .  .  .  .  .  

De la alți prinți lescaie n-a cerut, 

Doar de la tine, robul tău, cel care 

Din șase scuzi primiți cu împrumut, 

Mai toți i-a cheltuit pentru mâncare.(trad. Dan Dănilă) 
Sărăcia - mai mult simulată, deoarece avea locuința asigurată și șanse sigure de încadrare într-un post clerical cu ajutorul potentului său protector - sau dorința de a o epata pe inabordabila sa iubită l-au făcut pe Villon să participe, conform documentelor păstrate, în ajunul Anului Nou 1456, la jefuirea a 500 de scuzi de aur din cutia milelor colegiului Navara (franceză collège de Navarre, fondat în 1307 în folosul studenților de origine spaniolă). Un prieten care a participat la jaf, Guy Tabarie a fost prins, anchetat de câtre Inchiziție și, sub torturi, l-a denunțat pe Villon care a fost încarcerat în închisoarea pariziană Châtelet.
Respins de femeia pe care o iubea și care i-a refuzat avansurile
Puis qu’el ne me veult impartir

Sa grace, il me convient partir., (Le Lais, octetul VI, 44-45) 
și de teama consecințelor jafului, poetul a evadat și a fugit din Paris, posibil, spre Angers, („pentru a evita aceste pericole/ este mai bine pentru mine, cred, să abandonez./ Adio!, mi-am luat calea spre Angers.”) 
Pour obvier à ces dangers

Mon mieulx est, ce croy, departir

Adieu ! Je m'en vois à Angers. (Le Lais, octetul VI, 41-43) 
Se știe că el a fugit din Paris și că a avut o rudă călugăr într-un schit de lângă orașul Angers, la care s-ar fi putut refugia, deși Villon va pomeni în Marele Testament de un hotel pe numele de "Lyon d’Angiers", dar există posibilitatea unei coincidențe de nume.
(...)Que dy-je ? non pas reculer,

Chose dont on ne doibt parler…

Ung rien, jusque au Lyon d’Angiers.

Je ne craignoye que les dangiers,(...) (Poezii atribuite lui Villon, 153)
Ca un gest de recunoștință (sau de lingușire, pentru a-și redobândi simpatia și protecția dezamâgitului său tutore și binefăcător după o omucidere și un jaf) poetul a renunțat în 1456 la numele său de familie pentru a-l împrumuta pe cel al protectorului său, devenind François Villon.
Schimbarea de nume apare în poemul Semincerul (Le Lais), împreună cu alte flatări 
(...)Je laisse, de par Dieu, mon bruit

À maistre Guillaume Villon,

Qui en l’honneur de son nom bruit, 

Mes tentes et mon pavillon. (Le Lais, octetul IX) 
care, s-ar părea, nu și-au atins ținta deoarece părintele Guillaume de Villon nu a mai apărut în documentele referitoare la biografia poetului.

#### La Curtea lui Charles d’Orléans
Prin decembrie 1457 - ianuarie 1458 Villon se nimerește la Blois, unde participă la „Concursul de la Blois” de poezie (franceză : Concours de Blois) de la curtea ducelui-poet Charles d’Orléans, care i-a acordat adăpost, clemența și protecția sa și i-a publicat trei balade într-o colecție de versuri într-unul dintre manuscrisele sale
--„Balada Contradicțiilor” (la "Ballade des contradictions"), cu care se prezentase la concurs și care descria discrepanța dintre noua sa situație și cea anterioară: „În patria mea mă aflu pe un pământ îndepărtat/ râd și plâng așteptând fără speranță/și meditând la începutul unei schimbări”
En mon pays suis en terre loingtaine (…)

Je riz en pleurs et attens sans espoir (…)

Bien recueully, debouté de chascun.
--„Răvaș Mariei de Orléans” ("Epître à Marie d'Orléans"), poem conceput ca un elogiu la nașterea (pe 19 decembrie 1457) Mariei de Orléans (1457-1493), fiica ducelui, cu un adaus versificat de gratitudine ducelui, care l-a salvat dintr-o situație dificilă (rămasă obscură posterității) și
--„Balada Franco-Latină” (la "Ballade franco-latine"), cu aluzii la două poeme-dialog între duce și amicul său, Fredet, pa care îl persiflează. Charles a reacționat, după cum menționează Gert Pinkernell, prin a-l acuza pe Villon, fără să-i menționeze numele, ca arivist și mincinos. Posibil că în urma acestui incident răzvrătítul Villon s-a grăbit să părăsească comoda viață de la curte declarând că i-a repugnat protecția prințului.
| Nu mi-i stăpân și nu mi-i episcop            | Mon seigneur n’est ne mon evesque,        |
| și fără el nu devine pământul pustiu;        | Soubz luy ne tiens, s’il n’est en friche; |
| nu-i sunt obligat să mă ploconesc,           | Foy ne luy doy n’hommage avecque,         |
| nu-i sunt nici servitor și nici „căprioară”. | Je ne suis son serf ne sa biche.          |
| „Testamentul”, 9-12                          |                                           |

Ulterior, prin octombrie-noiembrie 1458, Villon a încercat, după spusele lui Pinkernell, să reintre în grațiile ducelui cu două balade cu aluzii măgulitoare la adresa lui Charles, „Balada proverbelor” (la "Ballade des proverbes") și „Balada ziselor mărunte” (la "Ballade des menus propos"): 
Prințe, știu despre fiecare, 

Știu după chip orișice neam, 

Știu că de moarte nu-i scăpare, 

Știu tot, de mine habar n-am. (trad. Dan Dănilă)
dar aceste aforturi nu i-au redeschis porțile Curții din Orléans.

#### Șase ani de vagabondaj
A urmat un exil de șase ani de mizerabil vagabondaj, în care s-a alăturat "coquillarzilor" o bandă de hoți și/sau o confrerie de homosexuali care activa prin părțile Dijonului de la sfârșitul Războiului de o sută de ani.
În anul 1461 Villon a fost prins în ducatul Orléans, se presupune că nevinovat, și, după cum menționează Villon în Testament, încarcerat la închisoarea Meung-sur-Loire într-un regim deosebit de dur, de torturi, frig, pâine și apă, în urma dispozițiilor date de Episcopul de Orléans, Thibault d’Aussigny. În „Epistolă către prieteni” (Epistre en forme de Ballade, à ses amis, 1461) Villon î-și exprimă disperarea implorând ajutorul:
Vă îndurați de mine, îndurare, 

Atât măcar, prieteni, de-ați avea! 

În hrubă zac, nu sub un pom în floare, 

Aici, în surghiunia cea mai grea,(...) 

Aici îl lăsați pe Villon sărmanul?(trad. Dan Dănilă) 
Viața i-a fost salvată - posibil - prin intervenția tutorelui său, dar evenimentele care au urmat i-au fost și mai norocoase: pe 2 octombrie 1461 regele Carol al VII-lea a fost succedat de Luis al XI-lea, „Regele cel Bun” care, trecând prin Meung - Ducatul Orléans, a amnestiat arestați, printre care și pe Villon.

#### Condamnat la moarte prin spânzurătoare

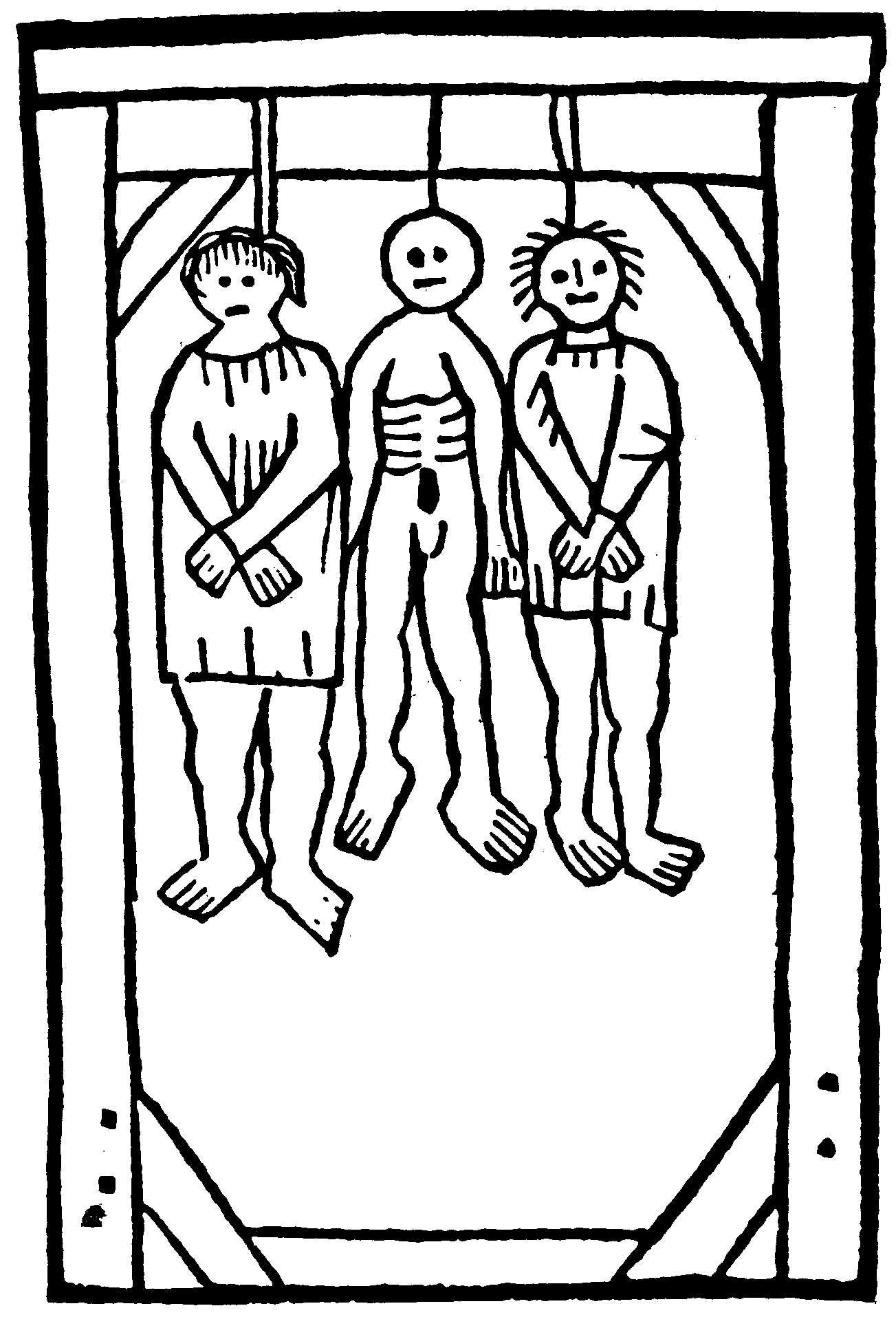
„Spânzurații” (în), gravură din "Oeuvres de François Villon", imprimată de Pierre Levet, 1489.

Revenit la Paris, spre sfârșitul lui noiembrie 1462, la șapte ani după jefuirea Colegiului de Navarra și evadarea din Châtelet, Villon a fost prins și reîncarcerat în această temniță, s-ar părea, pe un motiv minor: participarea pasivă la o altercație al cărui responsabil principal a fost un anume Rogier Pichiart, care a izbutit să fugă cu ajutorul unor călugări franciscani. Alți trei arestați cu această ocazie au fost eliberați, dar asupra lui Villon apăsau antecedentele care au fost decisive în condamnarea sa la moarte prin spânzurare. 
După condamnarea la spânzurare poetul a scris în închisoare, în așteptarea execuției, un epitaf, un testament lăsat în umbra morții, cinicul „Catrenul lui Villon când a fost condamnat la spânzurătoare” (vezi cap. Stilul villonian), în franceză : Que feit Villon quand il fut jugé à mourir și, poate cea mai celebră baladă a sa, „Balada spânzuraților” ( La ballade des pendus).
În urma apelului lui Villon [Balada apelului lui Villon (Ballade de l’appel de Villon), 1462.], pedeapsa i-a fost comutată la exilarea din Paris pe o perioadă de zece ani.
Pe 5 ianuarie 1463, la vârsta de 31 de ani François Villon a părăsit Parisul și a dispărut definitiv.

## Opera
Deși „Semincerul” ("Le Lais") este considerat ca poemul său de debut, Pinkernell consideră că Villon a scris după revenirea sa la Paris, în anul 1456, prima sa operă databilă, „Balada adevărurilor false” (franceză "La ballade des contre-vérités"), o parodie ironică la o baladă moralistă a poetului Alain Chartier (1385-1433), ca o antiteză adresată anturajului său de tineri delicvenți cultivați. Laitmotívul care conclude fiecare strofă, „Nici înțelepciunea îndrăgostiților” ("il n’y a bien conseillé que l’amoureux") sugerează preocupări amoroase ale poetului la vremea respectivă.
François Villon a scris - în total și după căt se știe - 3329 de versuri.
Ocultată de istoria literaturii franceze de după 1542, opera sa a fost reabilitată cu fervoare pe la jumătatea secolului al XIX-lea. În 1923 Louis Thuasne a blamat „despoticul gust al Pléiadei de prelungita eclipsare a interesului în (opera lui) Villon, după ediția din 1542 a lui Marot numele lui Villon a căzut într-o uitare aproape completă” (franceză "pendant laquelle le nom de Villon tomba dans un oubli presque complet.").
Jean Favier a dezavuat și el, mentalitatea neoclasică franceză, pentru această uitare: „În cele din urmă Malherbe a învins. Am încetat să-l citim și să-l imprimăm pe Villon ... și iată-ne în plin romantism. Villon a revenit în biblioteci și antologii” (franceză "Œnfin Malherbe vint. On cesse de lire Villon et de l'imprimer" ... "Et nous voici en plein Romantisme. Villon revint dans les bibliothèques et dans les anthologies.").

### Legenda villoniană

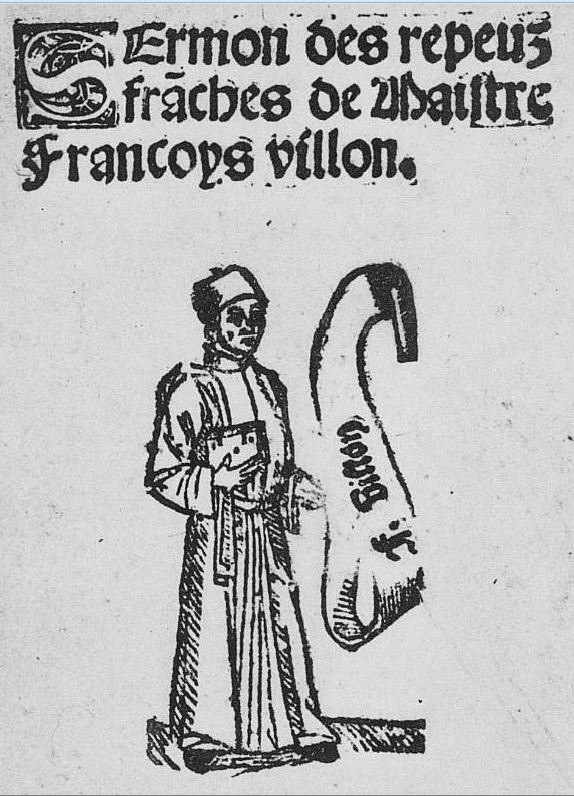
François Villon prezentat drept cleric - ca un simbol al escrocului și al depravatului, bărbierit, tuns scurt, cu un halat lung, bonetă și insignă de licențiat în arte, o carte într-o mână și o banderolă cu numele său în cealaltă - gravură la textul care ar fi pus baza Legendei villoniene „Recueil des Repues franches...” („Chiolhanuri pe gratis ale maestrului François Villon și gașca sa”, colecție apărută, probabil, postum, prin 1480 sau, în 1495).

Începând cu „Semincerul” ("Le Lais") Villon a cunoscut succesul imediat. De la publicarea acestuia și până pe la mijlocul secolului al XVI-lea Madeleine Lazard a numărat 34 de reeditări ale operelor sale.
Celebritatea sa a creiat dar, s-a și bazat pe Legenda villoniană, care-l prezenta ca pe un fel de farsor, șarlatan și proclet (deși, cu tot disprețul și zeflemeaua la adresa altor clerici, nu vom găsi în opera sa erezie sau lipsă de respect față de credința catolică și Biserica Catolică). Din stilul său ironic, malițios și adesea, obscen (spre exemplu, „Al treilea chiolhan, al Ștergătorilor-de-cur” - "La troisiesme Repeue, des Torcheculs" (torche-cul)) și tematica inspirată din viața lupanarelor și a cấrciumilor se poate presupune că unele dintre baladele sale de chiolhan (sau ghiftuire, în original: "repeue", sau "repue") aveau un scop efemer, de petrecere, și nu erau destinate posterității, nu erau menite să fie cuprinse în volumele sale de versuri, unde au fost incluse postum și independent de voința autorului. Voluntar, sau nu, ele au contribuit la crearea mitului și aureolei de derbedeu-vagabond-romantic, de așa zisa Legendă villoniană). Publicația care a inițiat această legendă a fost Le Recueil des Repues franches de maistre François Villon et de ses compagnons (în originalul în  franceză „Colecție de ospățuri pe gratis ale maestrului François Villon și gașca sa”) apărută - probabil - postum, în 1480 sau, conform cercetărilor publicate de Pierre Champion în 1913, prima ediție ar fi apărut în 1495 și care-l prezintă pe Villon ca pe un ulițar chefliu.
„Semincerul” („Le Lais”) este o colecție de versuri - mai ales, balade și rondeluri - scrisă în anul 1456 cu titlul inițial „Micul testament al maestrului François Villon făcut în 1456” (în franceză „Le petit testament de maistre François Villon fait en 1456”), sub semnătura François de Montcorbier, deși poetul se recomandă din capul locului: „În o mie patru sute cinci zeci și șase / eu, François Villon, învățăcel...”: 
Mil quatre cens cinquante six,

Je, François Villon, escollier,... ("Le Lais", 1-2).
„Semincerul” este o operă de tinerețe, efervescentă, caustică, sarcastică, crudă și amuzantă, plină de auto-compătimire a „bietului Villon” ("povre Villon") sortit să sufere ostilitatea și lipsa de compasiune a celor care i-au blocat calea spre o poziție socială care i se cuvenea. Argoul folosit, jocurile de cuvinte, aluziile la personaje și fapte cunoscute lor dar, nu și nouă, ne îngreunează înțelegerea sensului, nonsensului și dublu-sensului care abundă în poeme. Villon a scris această colecție cu intenția de a lăsa în urma sa, un gaj, un memento, înainte de a fugi din Paris, în urma jafului Colegiului Navarra, pentru a nu fi dat uitării de prieteni. În această operă de debut se întrezărește viitorul „Stil villonian” din marile sale creații ulterioare .

### Stilul villonian
Versurile villoniene, scrise într-un ritm și o rimă impecabile, au fost compuse ca un fel de șarade cu sensuri duble, antifraze și aluzii la evenimente și persoane anterioare și contemporane, într-un limbaj diferit de franceza modernă deci, ele sunt dificil de înțeles și de tradus chiar și pentru un specializat în limba franceză. Cercetătorii stilului villonian se străduiesc și astăzi să-i înțeleagă și să-i interpreteze corect opera.
Spre exemplu, celebrul „Catren” („Catrenul lui Villon când a fost condamnat la spânzurătoare”
A.
| În original: Que feit Villon quand il fut jugé à mourir | În franceza modernă: Que feit Villon quand il fut jugé à mourir | În română : Catrenul lui Villon când a fost condamnat la spânzurătoare |
| ------------------------------------------------------- | --------------------------------------------------------------- | ---------------------------------------------------------------------- |
| Je suis François, dont ce me poise,                     | Je suis François et cela me pèse                                | Eu sunt François, ăsta-i cusurul,                                      |
| Né de Paris emprès Ponthoise.                           | Né à Paris près de Pontoise                                     | De prin Paris, mai dimprejurul.                                        |
| Or d‘une corde d’une toise                              | Et de la corde d'une toise                                      | De-acum va ști, legat cu șnurul,                                       |
| Saura mon col que mon cul poise.                        | Mon cou saura ce que mon cul pèse                               | Grumazul meu, cât trage curul.                                         |
| François Villon                                         | trad. Jean Dufournet                                            | trad. Silvia Feingold                                                  |

Villon a utilizat în baladele sale umorul satiric, patosul și forța lirică în lucrări scrise în argoul hoților, în dialectul Moyen français (1400-1600), posibil, din simpatie pentru coquillarzi. Mesajul poeziei sale îl situează printre moderni, chiar dacă a utilizat formele medievale de versificație. Pe lângă baladele în jargon, opera lui Villon include Lais 1456 (cunoscut drept "Micul Testament"), Testament 1461 (sau "Marele Testament") și poeme precum Débat du cœur et du corps de Villon (Dezbatere între inima și trupul lui Villon) și Épitaphe Villon, mai cunoscut sub titlul Ballade des pendus (Balada Spânzuraților), scrisă în timp ce Villon aștepta aceeași soartă. Lais și Testamentul sunt pline de jocuri de cuvinte, ironie, căință și o preocupare constantă cu moartea, umor suculent, revoltă și milă. Unele balade și rondeluri, precum Ballade de la grosse Margot, despre moștenirea pe care o lasă unei prostituate, precum și Ballade des dames du temps jadis (Balada doamnelor de altădată), sunt incluse în Testament. Operele lui Villon s-au păstrat în principal datorită lui Clément Marot, care le-a adunat și le-a editat (1533).

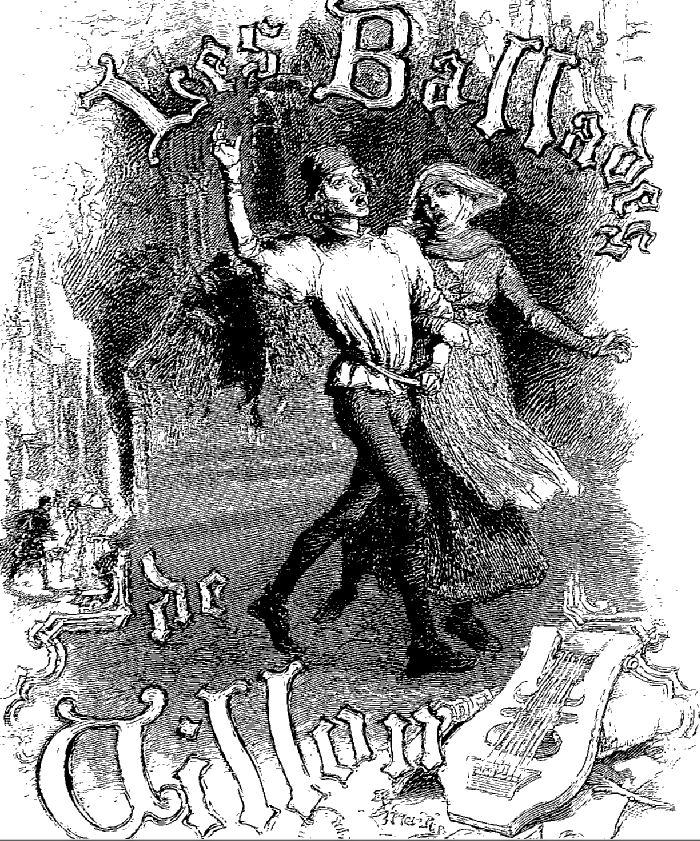
Baladele lui François Villon (1896), gravură de Gerardin

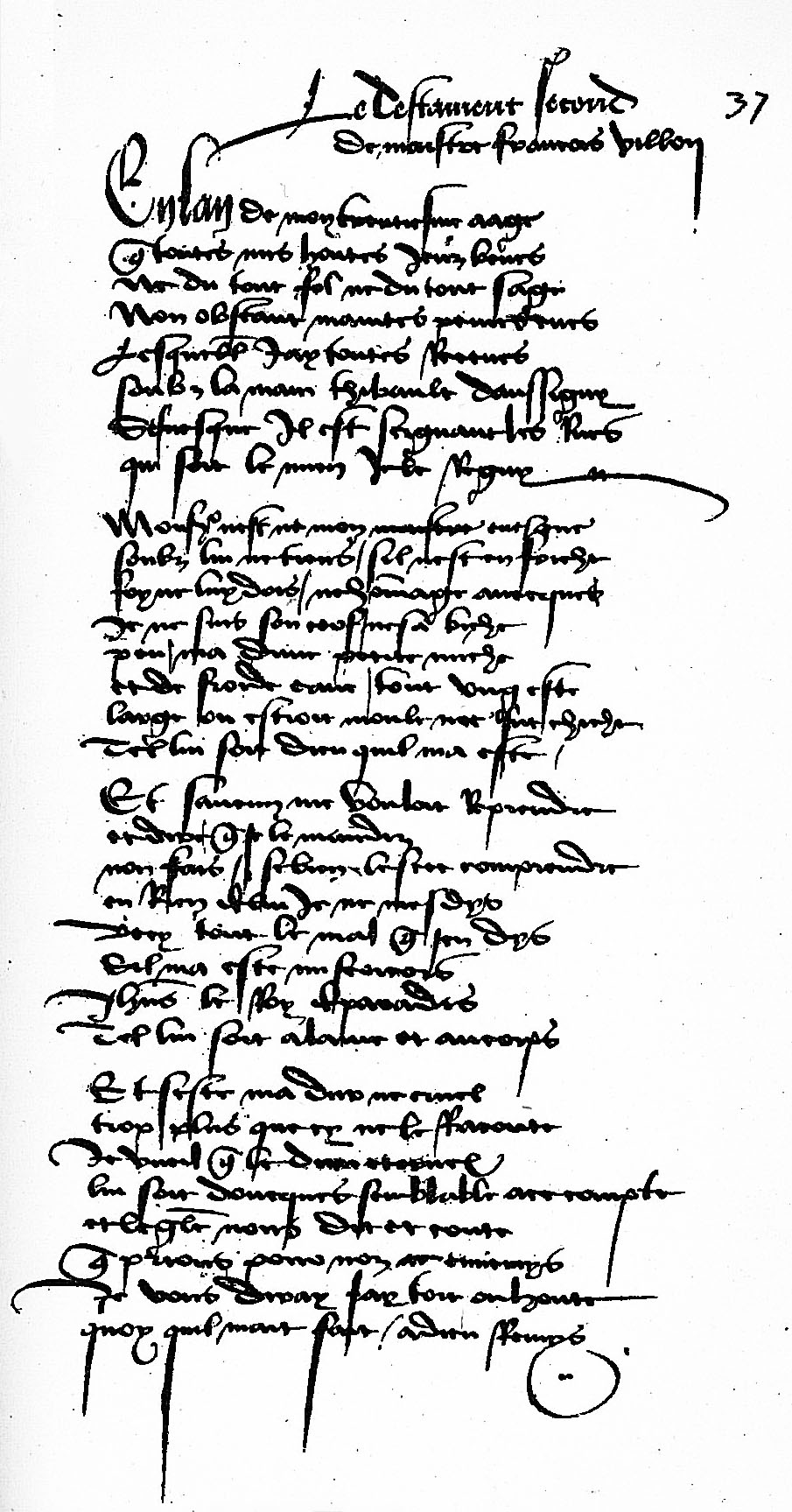
Pagină din "Grand Testament de Maistre François Villon" (sec.XV) biblioteca Kungliga, Stockholm, Suedia.

## Scrisurile[52].
- Semincerul, sau Micul testament al maestrului Villon făcut în 1456 ("Le Lais", "Le Petit Testament de Maistre François Villon fait en 1456").
- Petiție la ducele de Bourbon ("La Requeste que Vïllon bailla à Monseigneur de Bourbon")
- Marotă la regele François I-ul ("Marot au Roy François Ier").
- Balada și povața frumoasei coifărese la fetele de dragoste.
- Balada lui Villon pentru amanta lui.
- Balada Contradicțiilor, sau Balada concursului de la Blois ((La) "Ballade des contradictions"), 1957.
- Răvaș Mariei de Orléans ("Epître à Marie d'Orléans"), 1458.
- Spusul la nașterea Mariei ("Le Dit de la naissance Marie"), 1458.
- Balada franco-latină (la "Ballade franco-latine"), 1458.
- Balada proverbelor ((La) "Ballade des proverbes"), 1458.
- Balada ziselor mărunte ((La) "Ballade des menus propos"), 1458.
- Pricina, sau balada Fortunei ("Problème ou Ballade au nom de la Fortune").
- Epistolă către prieteni ("Epistre en forme de Ballade, à ses amis"), 1461.
- Epitaful lui Villon în formă de baladă.
- Cearta dintre inima și trupul lui Villon ("Le Débat du cueur et du corps de Villon")
- Baladă împotriva dușmanilor Franței ("Ballade contre les mesdisans de la France").
- Balada adevărurilor false.
- Baladă prin care Villon cere tuturor iertare ("Ballade par laquelle Villon crye mercy à chascun").
- Balada bunei învățături pentru cei cu viața păcătoasă ((La) "Ballade du bon consei").
- Testamentul ("Grant Testament de François Villon fait en 1461"), care cuprinde:
  - Baladă și orație ("Ballade et oraison"), 1461;
  - Balada femeilor din Paris ((La) "Ballade des femmes de Paris"), 1461;
  - Balada doamnelor de altădată ("Ballade des Dames du temps jadis"), 1461;
  - Balada domnilor de altădată ("Ballade des Seigneurs du temps jadis"), 1461;
  - Contrazicerea lui Franc Gontier ("Les Contredictz de Franc-Gontier", 1461)C.
  - Balada lui Villon pentru trupeșa Margot ("Ballade de Villon et de La Grose Margot"), 1461;
  - Balada ce a făcut-o Villon la ruga mamei sale spre a se închina Maicii Domnului ("Ballade que Villon fait à la requeste de sa mère, pour prier Nostre Dame"), 1461;
  - Baladă cu același tâlc în vechiul grai frâncesc ("Ballade a ce propos, en vieil françois"), 1461;
  - Dublă baladă cu același tâlc ("Double ballade sur le meme propos"), 1461;
  - Balada de încheiere a Marelui Testament ("Ballade pour servir de conclusion"), 1461;
- Laudă Curții Parlamentului ("La requeste de Villon à la Cour de Parlement"), 1462.
- Balada apelului lui Villon ("Ballade de l’appel de Villon"), 1462.
- Balada spânzuraților ((La) "Ballade des pendus"), 1463.
- Regretele frumosei Heaulmière ("Les Regrets de la belle Heaulmière")
- Balada frumosei Heaulmière ("Ballade de la belle Heaulmière")

Ballade de Villon à s’amye
Lay ou plustost Rondeau
Ballade que Villon bailla à un gentilhomme
Belle leçon de Villon aux enfans perduz
Ballade de bonne doctrine à ceux de mauvaise vie
- Balada Villon
- Balada bieților de sub obroc ("Ballade des povres housseurs")

#### Poezii atribuite lui Villon

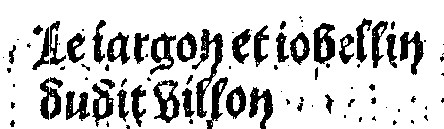
Titlul celor „Șase balade fără titlu scrise în jargon” (în original: Le Jargon et jobelin dudit Villon sau, mai exact, Le iargon et iobellin dudit uillon), ed. Levet (1489)

- Jargonul neghiobilor de maestrul François Villon ("Le Jargon ou Jobelin de Maistre François Villon")[53].
- Rondeluri: I - XIII, XV
- Balade (Ballade): XVIII, XIX, XX,
- Balada vesală a cârciumarilor (XXI - "Ballade joyeuse des Taverniers")
- Baladă morală ("Ballade morale")
- Balada actorului ("Ballade de l’acteur")
- Balada unui întemnițat ("Ballade pour ung prisonnier")
- Monologul lui Franc Archier de Baignollet ("Monologue du Franc Archier de Baignollet")
- Dialogul domnilor de Mallepaye și de Baillevent ("Dialogue de messieurs de Mallepaye et de Baillevent")
- Balada celor care vor să audă ("Ballade des Escoutans")
- Colecție de ospățuri pe gratis ale maestrului François Villon și gașca sa (XXIV - "Le Recueil des Repues franches de maistre François Villon et de ses compagnons") - apărută - probabil - postum, în 1480, sau în 1495[54][55].
- Chiolhanul lui Villon și gașca sa ("(La) Repeue de Villon et ses Compagnons")
- Cum se poate obține pește ("La manière d’avoir du poisson")
- Cum se poate obține o schimbea ("La manière d’avoir des trippes")
- Cum se poate obține pâine ("La manière d’avoir du pain")
- Cum se poate obține vin ("La manière d’avoir du vin")
- Cum se poate obține o pârjoală ("La manière d’avoir du rost")
- Al diolea chiolhan, epidemia ("Seconde Repeue, de l’Epidemie")
- Al treilea chiolhan, al Ștergătorilor-de-cur ("La troisiesme Repeue, des Torcheculs")
- Al patrulea chiolhan, al mizerabililor ("La quatriesme Repeue, du Souffreteux")
- Al cincilea ciolhan, al lopătarilor ("La cinquiesme Repeue, du Pelletier")
- Al șaselea ciolhan, al galanților fără de ponoase ("Sixiesme Repeue, des Gallants sans soucy")
- Al șaptelea ciolhan, după Montfaulcon ("La septiesme Repeue, faicte auprès de Montfaulcon"D)

## Note

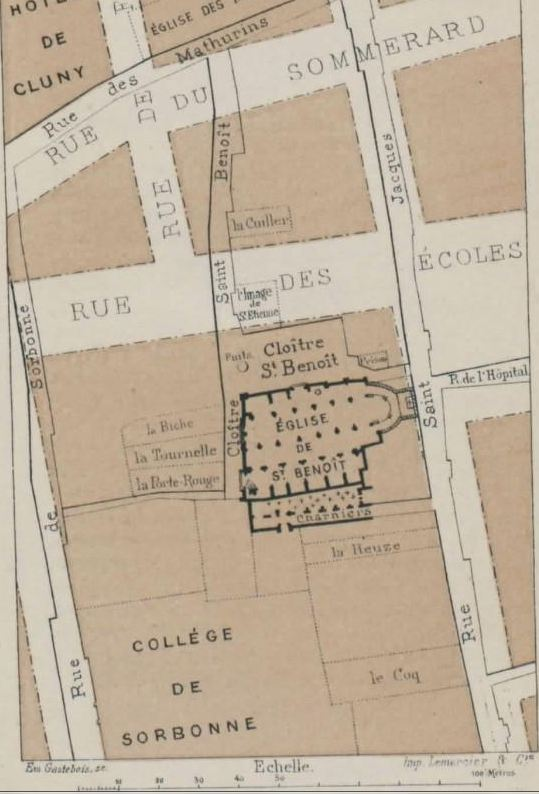
Hartă de epocă a Cartierului Latin din centrul Parisului. Villon a locuit în casa preotului Guillaume de Villon, la biserica Saint-Benoît-le-Bétourné aflată în vecinătatea Sorbonei